# Ernest Bubley

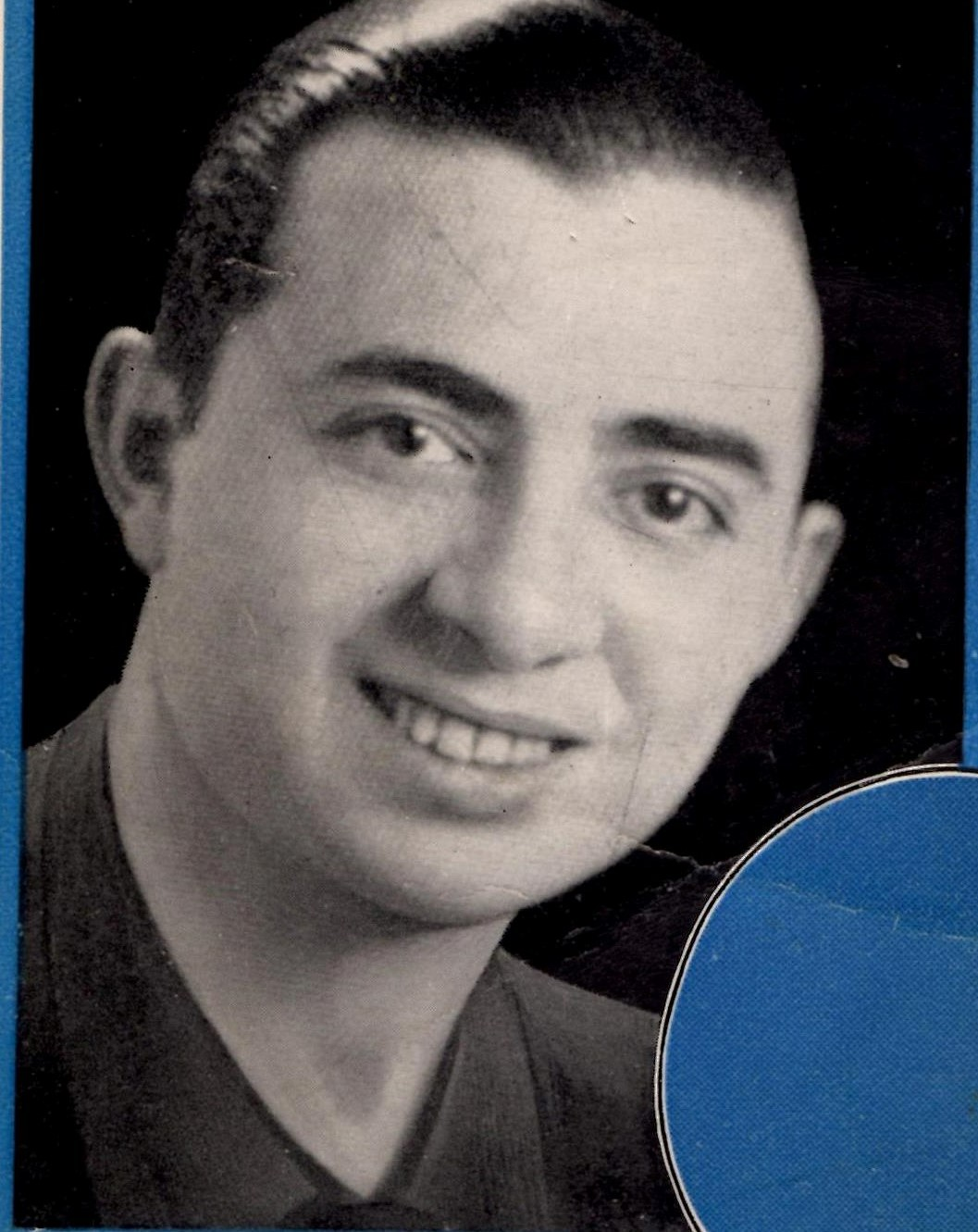
Ernest Bubley 1939

Ernest Bubley (* September 1912; † 21. Januar 1996 in Edmonton) war ein englischer Tischtennisspieler, der an fünf Weltmeisterschaften teilnahm und dabei 1939 im Mannschaftswettbewerb Bronze gewann.

## Werdegang
Ernest Bubley war Linkshänder. Seine Stärke war seine Rückhand, mit der er hart schmettern konnte. Stets trug er beim Spielen an der linken Schlägerhand einen Handschuh, vermutlich um seine Haut zu schützen, da er noch oft Violine spielte.
Vor dem Zweiten Weltkrieg zählte er zu den besten Spielern Englands. 1938 und 1939 wurde er für die Weltmeisterschaften nominiert. Hier kam er mit der englischen Mannschaft 1938 auf Platz fünf und 1939 auf Platz drei. Nach dem Krieg war er noch auf den WMs 1947, 1948 und 1954 vertreten, wo er im Teamwettbewerb 1947 Siebter und 1948 Fünfter wurde.
Neben Tischtennis frönte Ernest Bubley noch zahlreichen anderen Aktivitäten. So war er recht talentiert bei Bridge und Snooker, zudem gab er Violinkonzerte. 
Anfang 1948 heiratete er Jaqueline Alge. Mit ihr hatte er eine Tochter (* Februar 1953). 1996 starb er im Alter von 83 Jahren.